# 가이치촌
가이치촌(開地村)은 야마나시현 미나미쓰루군에 설치되었던 촌이다. 현재의 쓰루시에 해당한다.
- 1875년 1월 9일 - 쓰루군 2개의 촌이 합병해 가이치촌이 성립하였다.
- 1878년 7월 22일 - 군구정촌편직법에 의해 미나미쓰루군에 소속되었다.
- 1889년 7월 1일 - 정촌제 시행에 의해 가이치촌이 단독으로 지자체를 형성하였다.
- 1942년 4월 1일 - 야무라정에 편입해, 동일 가이치촌은 폐지되었다.

## 참고문헌
- 角川日本地名大辞典 19 山梨県